# Autostrada D55 (Cehia)
Autostrada D55 (în cehă Dálnice D55, transliterat: ), fosta autostradă R55 (în cehă Rychlostní silnice R55, transliterat: ) este o autostradă din Cehia. D55 este construită pentru a conecta Olomouc și pentru a ocoli Přerov⁠(d), Hulín și Otrokovice, de asemenea orașul regional Zlín va fi conectat la autostradă via D49. Prin secțiunile din jurul orașului regional Uherské Hradiště, D55 va fi conectat în viitor la D2 lângă Břeclav.
În prezent sunt 19 kilometri (12 mi) în funcțiune și 30 kilometri (19 mi) în construcție. După finalizare, lungimea totală a autostrăzii D55 va fi de 100 kilometri (62 mi).

## Cronologie
Autostrada a fost desemnată ca H55, cu patru benzi, la 10 aprilie 1963. Construcția acestei autostrăzi a fost confirmată de mai multe ori prin rezoluții guvernamentale, cel mai recent printr-o rezoluție a guvernului Republicii Cehe din 21 iulie 1999.
Construcția părții de nord-est a centurii ocolitoare Otrokovice a fost prima care a început în februarie 2002 și a fost pusă în funcțiune în octombrie 2006. 
În 2008, două secțiuni de legătură din jurul orașului Hulín au început să fie construite și au fost puse în funcțiune ca drumuri expres la sfârșitul anului 2010.
Alte tronsoane au fost deja planificate ca autostrăzi. În primul rând, partea de sud-est a centurii ocolitoare Otrokovice a fost construită din octombrie 2018 până în noiembrie 2021, apoi secțiunile Babice - Staré Město (din septembrie 2020), Staré Město - Moravský Písek (din august 2021) și Moravský Písek - Bzenec (din septembrie 2021), acestea au fost puse în funcțiune din 2024. 
În aprilie 2023 a început construcția tronsonului Olomouc - Kokory⁠(d) și a podului de lângă Napajedla.

### Dezvoltare viitoare
În construcție se află cei 7,62 kilometri (4,73 mi) din secțiunea Olomouc - Kokory și 0,5 kilometri (0,31 mi) în secțiunea Napajedla - Babice⁠(d) (pod), ambele urmând a fi deschise în 2025.
Lucrările de construcție pe tronsoanele Napajedla-Babice și Kokory-Přerov ar trebui să înceapă în 2026, iar punerea lor în funcțiune este planificată pentru anul 2029. 
Restul de patru tronsoane de la Bzenec la Břeclav urmează să fie construite în 2028 și puse în funcțiune treptat în 2031 și 2032.